# Charles Léo Lesquereux
Charles Léo Lesquereux (Fleurier (Cantone di Neuchâtel), 18 novembre 1806 – Columbus, 25 ottobre 1889) è stato un botanico briologo svizzero e pioniere dello sviluppo della paleobotanica americana.

## Biografia
Charles Lesquereux era figlio di Aimé e di Marie Anne Lesquereux.
A causa di un incidente avuto nell'infanzia, Lesquereux soffriva di una progressiva perdita dell'udito, che nel tempo lo portò alla sordità totale.
Nonostante non avesse ricevuto una educazione formale in Botanica, egli divenne una delle maggiori autorità nel campo della Paleobotanica.
Suo padre desiderava che proseguisse la sua attività di produttore di molle per orologi, ma sua madre lasciò che completasse, nel 1827, i suoi studi presso l'Accademia di Neuchâtel. Quindi Lesquereux si trasferì a Weimar, ove si specializzò in fossili e muschi. Lì conobbe Sophia von Reichenberg, che poi sposò.
Successivamente, lavorò come tutore di francese a Eisenach.
In seguito, rientrò in Svizzera come insegnante e poi preside nella città di Le Locle. Nei tre anni ivi trascorsi il suo udito peggiorò a tal punto da obbligarlo a lasciare l'insegnamento.
Da giovane, compì molte escursioni per raccogliere muschi sui monti del Massiccio del Giura, mediante esplorazioni di torbiere.
Le sue pionieristiche attività di ricerca e analisi sull'origine, la composizione e lo sviluppo della torba lo portarono ad una stretta relazione di amicizia con il celebre scienziato Louis Agassiz (1807-1873). Dopo poco tempo, il governo prussiano gli commissionò l'esecuzione di studi scientifici delle torbiere europee.
Nel 1847, Lesquereux seguì Agassiz negli Stati Uniti d'America, dove, a Columbus (Ohio), eseguì attività di ricerca in Briologia assieme a William Starling Sullivant (1803-1873). Con Sullivant, pubblicò due edizioni del trattato Musci Exsiccati Americani (1856, 1865). Un'altra opera significativa sulla Briologia americana di Lesquereux fu un sommario in due volumi dei muschi rinvenuti negli Stati Uniti occidentali intitolato Icones Muscorum (1864).
Grazie ai precedenti studi sulle torbiere europee, Lesquereux sviluppò teorie sull'origine delle formazioni di carbone. 
Come consulente per le esplorazioni geologiche statali eseguite in parecchi stati degli U.S.A., effettuò ricerche pionieristiche sulla flora del Paleozoico.
Da questi studi paleobotanici, il suo miglior lavoro fu un saggio sulla flora del Carbonifero della Pennsylvania, intitolato Description of the Coal Flora of the Carboniferous Formation in Pennsylvania and throughout the United States (1879–84); questa era una pubblicazione in tre volumi che divenne un riferimento per gli studi di questa flora.
Lesquereux fu membro della National Academy of Sciences.

## Onorificenze
Il genere di piante Lesquerella della famiglia Brassicaceae è così chiamato in onore di Lesquereux.

## Opere principali
- Musci Exsiccati Americani, 1856 e 1865 (2 edizioni), scritto con William Starling Sullivant.
- Icones Muscorum, 2 voll., 1864.
- Description of the Coal Flora of the Carboniferous Formation in Pennsylvania and throughout the United States, 3 voll., 1879–84.
- Contributions to the Fossil Flora of the Western Territories (in tre parti): I parte: The Cretaceous Flora, 1874; II parte: The Tertiary Flora, 1888; III parte: The Cretaceous and Tertiary Floras, 1884.
- Manual of the Mosses of North America, 1884, scritto con Thomas P. James.